# Macropsis duuschulus
Macropsis duuschulus är en insektsart som beskrevs av Dlabola 1965. Macropsis duuschulus ingår i släktet Macropsis och familjen dvärgstritar. Inga underarter finns listade i Catalogue of Life.